# Barón Rojo (banda)
Barón Rojo és una banda espanyola de heavy metall i hard rock formada l'any 1980 pels germans Armando i Carlos de Castro i els músics José Luis Campuzano i Hermes Calàbria. El nom de la banda prové del sobrenom de l'aviador alemany Manfred von Richthofen, conegut popularment com a Baró Roig. Barón Rojo és una de les bandes pioneres del heavy metal en espanyol, a més d'haver estat una de les més importants bandes del rock d'Espanya. L'agrupació va tenir un paper molt important en la consolidació del heavy metal espanyol junt amb altres agrupacions del gènere com Obús, Panzer i Ángeles del Infierno.
Des de la publicació del seu primer àlbum, Larga vida al rock and roll el 1981, l'agrupació ha gravat al voltant d'una vintena de discos entre produccions d'estudi, àlbums en viu, recopilacions i àlbums de vídeo, a més ha realitzat concerts en escenaris tant emblemàtics com el Club Marquee de Londres i ha participat en importants esdeveniments com el Festival de Reading de 1982 a Anglaterra, Viñarock 2004 a Xile i Metalway 2009 a Espanya. Barón Rojo ha realitzat una gran quantitat de gires, visitant constantment països d'Europa i Amèrica. La banda va ser inclosa a la posició No. 18 de la llista de les "50 millors bandes de rock espanyoles" de la revista Rolling Stone. Els seus àlbums Volumen brutal i Metalmorfosis van ser inclosos per la revista musical Al Borde a la llista dels 250 millors de tots els temps com el 17è i 107º millors àlbums de la història del rock en espanyol, respectivament.

## Membres
- Carlos de Castro - Veu, guitarra (1980-present)
- Armando de Castro - Guitarra, veu (1980-present)
- Rafa Díaz - Bateria (2007-present)
- José Luis Morán - Baix (març 2018-present)

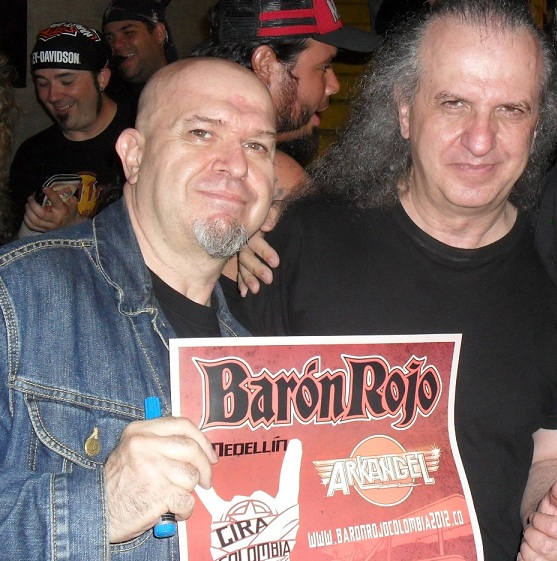
Carlos i Armando de Castro a Medellín, Colòmbia, en 2012.

### Membres anteriors
- José Luis Campuzano "Sherpa" - Baix, veu (1980-1989, 2009-2011)
- Hermes Calàbria - Bateria (1980-1989, 2009-2011)
- Màxim González - Veu (1991)
- Pepe Bao - Baix (1990-1991)
- José Antonio de la Noguera "Kamakhan - Bateria (1990-1995)
- Niko del Hierro - Baix (1991-1992)
- José Luis Aragón - Baix (1993-1995)
- Valeriano Rodríguez - Bateria (1998-2005)
- José Martos - Bateria (1996-1998, 2005-2007)
- Tony Ferrer - Baix (2007-2008)
- Gorka Alegre - Baix (2008-2015)
- Óscar Cuenca - Baix (2015-2016)
- Ángel Arias - Baix (1995-2007, 2016-2017)

## Discografia

### Àlbums d'estudi
- Larga vida al rock and roll (1981)
- Volumen brutal (1982)
- Metalmorfosis (1983)
- En un lugar de la marcha (1985)
- Tierra de nadie (1987)
- No va más (1988)
- Obstinato (1989)
- Desafio (1992)
- Arma secreta (1997)
- 20+ (2001)
- Perversiones (2003)
- Ultimasmentes (2006)
- Tommy Barón (2012)

### Àlbums en viu
- Barón al rojo vivo (1984)
- Siempre estarás allí (1986)
- Barón en Aqualung (2002)
- Desde Barón a Bilbao (2007) (DVD i 2 CD)
- En clave de rock (2008) (al costat de l'orquestra simfònica C.I.M. de Mislata)

### Recopilatoris
- Larga vida al Barón (1995)
- Cueste lo que cueste (1999)
- Las aventuras del Barón (2006)

### Pel·lícules i documentals
- Barón Rojo, la película (2012)

### Senzills
- "Con botas sucias"/"Chica de la ciudad"
- "Barón rojo"/"Larga vida al rock n roll"
- "Los rockeros van al infierno"/"Incomunicación"
- "Resistiré"/"Hermano del rock & roll"
- "Casi me mato"/"Tierra de vándalos"
- "Invulnerable"/"Herencia letal"
- "El malo"/"Rockero indomable"
- "Campo de concentración"/"Las flores del mal"
- "Concierto para ellos"/"Tierra de vándalos"
- "Breakthoven"/"Chicos del rock"
- "Cuerdas de acero"/"El baile de los malditos"
- "Hijos de Caín"/"Caso perdido"
- "Pico de oro"/"El pedal"
- "Tierra de nadie"/"El precio del futuro"
- "Travesía urbana"/"En tinieblas"
- "Trampa y cartón"/"Los domingos son muy aburridos"
- "Get on your knees"
- "Alí Baba y los 40"/"Exorcismo"
- "Te espero en el infierno"
- "Stand up"/"You're telling me"/"Baron flies over England
- "Arma secreta"/"Fugitivo"
- "Cueste lo que cueste"/"Resistiré" (versión nueva)
- "Fronteras"
- "Concierto para ellos" (En directo)/"20+"(En directo)
- "Neon knights"/"What's next to the moon"/"Move over"

### Altres
- Barón en Divino (2002) (DVD i VHS)
- El rock de nuestra transición: Baró, Obús, Asfalt (2004) (DVD)
- Barón Rojo: 30 Aniversari (2010) (DVD)

### Col·laboracions
- 1998. Mägo de Oz, álbum La leyenda de la Mancha, cançó "Réquiem" (amb Carlos i Armando de Castro)
- 2000. Metal Gods (Tributo a Judas Priest), cançó "You've Got Another Thing Coming"
- 2001. Tributo a V8, cançó "Parcas Sangrientas"
- 2002. Kärma, álbum Doble Filo, cançó "Sin Dirección" (amb Carlos de Castro)
- 2003. Muro, álbum Este muro no se cae, cançó "Por siempre" (amb Armando de Castro)
- 2004. Metal Mareny, álbum Siente la fuerza, cançó "No me rindo" (amb Carlos de Castro)